# Adib Chichakli
 (juin 2020).
Si vous disposez d'ouvrages ou d'articles de référence ou si vous connaissez des sites web de qualité traitant du thème abordé ici, merci de compléter l'article en donnant les références utiles à sa vérifiabilité et en les liant à la section « Notes et références ».
Adib ben Hassan al-Chichakli (en arabe : أديب بن حسن الشيشكلي / Adīb bin Ḥasan aš-Šīšaklī), né en 1909 et mort en 1964, est un militaire et homme d'État syrien qui fut président de la république de Syrie.

## Jeunesse
Adib Chichakli naît dans une famille kurde dans la ville de Hama en Syrie. Il sert l'armée française sous l'ère du mandat, où il apprend à parler français, puis fait des études à l'académie militaire de Damas, où il devient membre du Parti social nationaliste syrien (PSNS), parti politique fondé par Antoun Saadé qui vise à former une Syrie dans ses frontières anciennes, c'est-à-dire incluant la Palestine et le Liban. Son frère, Salah, est lui aussi membre du PSNS. Après l'indépendance de la Syrie, Chichakli dirige un des régiments de l'Armée de libération arabe qui combat les forces sionistes pendant la guerre israélo-arabe de 1948.

## Carrière militaire et politique
Après la défaite arabe à l'issue de cette guerre, le colonel Housni al-Zaïm procède à un coup d'État en 1949, mettant fin au système parlementaire syrien. Antoun Saadé, président-fondateur du PSNS, doit fuir le Liban où il est condamné à mort. Il se réfugie en Syrie où le colonel Zaïm lui promet protection. Toutefois, quelques mois plus tard, Zaïm livre Saadé aux autorités libanaises et ce dernier est fusillé.
Après sa trahison, Zaïm est lui-même victime d'un coup d'État. Le colonel Sami al-Hinnawi, membre du PSNS, veut venger la mort de Saadé. Il fait donc arrêter le colonel Zaïm et le fait exécuter. La femme de Saadé reçoit une lettre d'al-Hinnawi lui indiquant que la mort de son mari a été vengée.
Chichakli collabore avec al-Hinnawi, le nouveau président syrien.

## Prise du pouvoir
En décembre 1949, Chichakli lance un autre coup d'État, arrêtant le chef de l'armée Sami al-Hinnawi pour mettre fin à l'influence hachémite en Syrie[réf. nécessaire]. Il est à l'origine de l'assassinat du colonel Mohammad Nasser, chef de l'armée de l'air syrienne, parce que ce dernier voulait mettre fin à la popularité dont bénéficiait Chichakli au sein de l'armée[réf. nécessaire].
Cela a considérablement affaibli les Syriens qui voulaient une union de la Syrie et de l'Irak[réf. nécessaire]. Mais l'union continuait à être défendue par le premier ministre, Nazim al-Kudsi.
En mai 1951, Chichakli devient chef d'état-major de l'armée syrienne.
Pour limiter l'influence des Hachémites, Chichakli fait en sorte qu'à chaque gouvernement, le ministre de la Défense, Fawzi Selu, soit son bras droit. Quand le premier ministre, Maaruf al-Dawalibi, qui était pro-irakien, refusa l'entrée dans son gouvernement de Selu, Chichakli le fit arrêter, le 28 novembre 1951. Mais il fait également arrêter tous les hommes politiques pro-irakiens, même son ancien premier ministre Al-Kudsi. Le 24 décembre 1951, Hachem al-Atassi présente sa démission. Adib Chichakli devient président du Conseil militaire suprême. Chichakli profite de la crise pour nommer son camarade Selu, chef d'État, président du Conseil des ministres, et ministre de la Défense. Mais Sélu n'est qu'un faire-valoir, tous les pouvoirs sont en réalité dans les mains de Chichakli. Il dirige la politique gouvernementale en coulisse et préside par la même occasion un comité militaire secret.

## Au pouvoir

### Chef d'état-major
À la fin de l'année 1951, plusieurs manifestations éclatent en Syrie en soutien aux indépendantistes égyptiens qui se sont révoltés contre l'occupant britannique. Devant toutes ces manifestations, et pour ne pas s'attirer l'hostilité des Britanniques, Chichakli intervient militairement pour la seconde fois. Il commence par dissoudre le parlement, pousse le président de la République à la démission et finit par interdire le Parti national et le Parti du peuple.
Dans un premier temps, le Parti communiste, le Baas et le Parti socialiste arabe échappent à la répression. Mais Chichakli et l'opposition entretiennent des rapports difficiles, et le 6 avril 1952, tous les partis politiques sont interdits.
Immédiatement après, la presse est victime de censure, les grèves et rassemblements sont interdits et tous les journaux qui n'étaient pas pro-gouvernementaux sont interdits.
En août 1952, il fonde un parti politique pro-gouvernemental, le Mouvement de libération arabe, et le pays passe pour la première fois sous le régime de parti unique.
Le Baas, devenu clandestin, noue des contacts avec l'opposition de gauche et avec des officiers opposants au régime.
Le 28 décembre 1952, les autorités découvrent le complot et soixante-six officiers sont arrêtés.
Le lendemain, Michel Aflak, Salah Bitar et Akram Hourani sont arrêtés. Ils sont emprisonnés, mais bénéficiant de complicités au sein même de l'armée, ils s'enfuient et quittent le pays pour le Liban.
Les trois hommes organisent l'opposition anti-Chichakli depuis Beyrouth, mais Chichakli obtient leur expulsion, ils se sauvent alors pour l'Italie.

### Président de la République
L'opposition définitivement matée, Chichakli met en place un régime présidentiel.
À l'approche d'élections, il libéralise quelque peu le pays, et légalise des partis.
Mais désorganisée par la répression, l'opposition exige le report du scrutin.
Le gouvernement refuse, et les élections sont boycottées. Le MLA (parti de Chichakli) gagne les élections en obtenant soixante-douze sièges sur les quatre-vingt-deux que compte l'assemblée.
Le parti qui n'était en fait qu'une coquille vide, intègre très vite des femmes, en se réclamant d'un socialisme modéré. Certains accusent Chichakli de s'être comporté en une sorte de « César arabe ».[réf. nécessaire] Le 11 juillet 1953, Chichakli est élu président de la République.
Chichakli met en place une administration publique intègre, ainsi qu'une indépendance de la justice.

### Politique étrangère
Chichakli a maintenu de bonnes relations avec les pays occidentaux, et a maintenu la position intransigeante de la Syrie vis-à-vis d'Israël. Les relations de la Syrie avec la Jordanie et l'Irak hachémite ont été rares, mais il s'est surtout méfié de la diffusion rapide du nassérisme. Beaucoup pensent que le coup d'État du mouvement des officiers libres en 1952 s'est inspiré du coup d'État de Chichakli en 1949 et 1951.
Mais il avait de très bonnes relations avec la famille royale d'Arabie saoudite, le roi Abdel Aziz Ibn Saoud et le roi Talal de Jordanie qui n'avait aucune ambition en Syrie, contrairement à son père le roi Abdallah et à son fils, le roi Hussein. En dépit des dissensions qu'il avait avec certains pays arabes, de sa politique pro-occidentale et de ses origines kurdes, il a adopté une politique syrienne panarabe.
Ses relations avec les États-Unis et le Royaume-Uni ont soufflé le chaud et le froid. Très tôt à sa prise de pouvoir, les Britanniques l'ont soutenu, espérant qu'ainsi les Syriens adopteraient un traité de défense du Moyen-Orient pro-britannique. Les États-Unis ont donné des sommes d'argent considérables à Chichakli pour qu'il accueille en Syrie des réfugiés palestiniens et qu'il en fasse des citoyens syriens[réf. nécessaire]. Mais malgré les fortes sommes d'argent, il refusa, car il n'acceptait pas la défaite des Arabes et refusait par ailleurs de signer un traité de paix avec Israël.

### Chute
Atassi et le leader druze, Sultan al-Atrash animent l'opposition à Chichakli. La plus grande réunion anti-Chichakli se tient à Homs dans la maison d'Atassi. En réponse, Chichakli fait arrêter les fils de ces deux dirigeants politiques.
Un mécontentement croissant entraîne l'éclatement d'une révolte au Djébel el-Druze, les insurgés sont soutenus par la Jordanie et l'Irak hachémite. La rébellion compte parmi ses rangs des dissidents de l'armée, et le soutien de nombreux militants baassistes.
Le 25 janvier, Aflak, Bitar et Hourani qui avaient entre-temps regagné le pays, se font de nouveau arrêter à cause de cette révolte.
Le mécontentement gagne la population syrienne ainsi que l'armée, et le jour même, le général Moustafa Hamdoun, commandant de la garnison d'Alep lance un coup d'État qui s'accomplit le 25 février 1954. C'est ainsi que Chichakli quitte la Syrie pour le Liban, par crainte de l'éclatement d'une guerre civile. Les membres du coup d'État incluent des membres du parti communiste, des dirigeants druzes, des membres du parti Baass. Ils ont probablement bénéficié du soutien irakien.
Avec la chute de Chichakli, les prisonniers politiques sont libérés, l'armée rentre dans les casernes, le parlement de 1949 est rappelé et un nouveau gouvernement est constitué.
Il est d'abord exilé en Arabie saoudite, mais n'y demeure pas longtemps du fait de ses problèmes d'adaptation à la société dominée par le wahhabisme.
Au Liban où il s'était réfugié, Chichakli est menacé de mort par le chef druze Kamal Joumblatt. Devant cette menace de mort, il s'exile pour le Brésil.
Là-bas il devient fermier et épouse en secondes noces une Syrienne installée au Brésil. Le couple a deux enfants, et le fils d'aîné d'Adib Chichakli, Mouaffak, vit avec eux.
Avant l'union entre l'Égypte et la Syrie en 1958, Chichakli a eu l'idée d'utiliser l'argent que l'Irak avait fourni aux insurgés qui lui étaient opposés pour mener un coup d'État en Syrie.
Mais le coup est mis en échec par les services secrets syriens. Il est alors condamné à mort.
Le 27 septembre 1964, Chichakli est assassiné au Brésil par un Druze syrien envoyé par le gouvernement d'Amine al-Hafez qui voulait ainsi se venger des bombardements de l'armée syrienne dans les montagnes syriennes où vivaient les Druzes. Le gouvernement syrien prend ensuite la décision de tuer tous les hommes de la famille Chichakli, partout dans le monde. Seuls deux hommes de cette famille ont survécu à cette vendetta assassine.
Quand le Druze qui a assassiné Chichakli est mort en 2005, il a été fêté comme un héros national par sa communauté.

## Spiritualité
Franc-maçon, il a appartenu au Grand Orient Arabo-Syrien 